# Julián Pretel
Julián Pretel (Cali, Valle del Cauca, Colombia; 25 de agosto de 1994) es un futbolista Colombiano. Juega de defensa y actualmente no tiene equipo.

## Clubes
| Club                   | País     | Año         |
| ---------------------- | -------- | ----------- |
| Independiente Medellín | Colombia | 2013        |
| Atlético F. C.         | Colombia | 2014 - 2015 |
| Universitario Popayán  | Colombia | 2016        |
| Patriotas Boyacá       | Colombia | 2017 - 2018 |
| Bogotá F.C.            | Colombia | 2019 - 2020 |